# IÉSEG School of Management

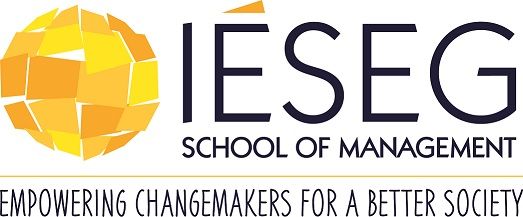
Logo da IESEG

O IÉSEG School of Management (Instituto Superior de Economia Científica e Gestão, em francês:  Institut d'économie scientifiquqe et de gestion) é uma escola de negócios internacional e uma das principais grande écoles na França. Os seus campi estão situados em Paris e Lille.
É considerada uma das melhores escolas de negócios na Europa. Em 2016, o seu programa principal, o Mestrado em Gestão foi classificado na décima sétima posição mundial, de acordo com o jornal Financial Times.
Seus programas têm a tripla acreditação internacional do EQUIS, AACSB e AMBA.